# ТЕС Палатана
23°30′0″ пн. ш. 91°26′18″ сх. д. / 23.50000° пн. ш. 91.43833° сх. д.
ТЕС Палатана – електростанція на північному сході Індії у штаті Трипура. 
В 2014 та 2015 роках на майданчику станції стали до ладу два однотипні парогазові блоки потужністю по 363,3 МВт, в кожному з яких одна газова турбіна живить  через котел-утилізатор одну парову турбіну. Така схема дозволяє забезпечити паливну ефективність на рівні 57% – 58%. 
Для доставки турбін довелось певним чином модернізувати бангладеський порт Ашугандж (на річці Мегхна) та провести підсилення та ремонт окремих елементів дороги, що веде до Трипури.
ТЕС звели з розрахунку на використання природного газу місцевих родовищ, який надходить по системі Агартала Доум/Сонамура – Палатана.
В комплексі за станцією спорудили ЛЕП довжиною 650 км, яка розрахована на роботу під напругою 400 кВ.
Проект реалізували через компанію ONGC Tripura Power Company (OTPC), головним акціонером якої виступила нафтогазова Oil and Natural Gas Company (ONGC, 50%). Станом на першу половину 2020-х іншими учасниками є GAIL India Limited (викупила 26% в 2022-му), інвестиційний фонд India Infrastructure Fund II (23,5%) та уряд штату Трипура (0,5%).